# Anemesia
Anemesia Pocock, 1895 è un genere di ragni appartenente alla famiglia Cyrtaucheniidae.

## Distribuzione
Le quattro specie oggi note di questo genere sono state rinvenute in Asia centrale: due sono endemismi del Tagikistan, una del Turkmenistan e una dell'Afghanistan.

## Tassonomia
Questo genere è stato rimosso dalla sinonimia con Nemesia Audouin, 1826, e trasferito in questa famiglia, a seguito di un lavoro di Zonstein del 2001, contra un precedente studio di Raven (1985a).
Dal 2001 non vengono rinvenuti esemplari di questo genere.
Attualmente, a giugno 2012, si compone di quattro specie:
- Anemesia birulai (Spassky, 1937) — Turkmenistan
- Anemesia incana Zonstein, 2001 — Tagikistan
- Anemesia karatauvi (Andreeva, 1968) — Tagikistan
- Anemesia tubifex (Pocock, 1889)[2] — Afghanistan